# Lara Krause

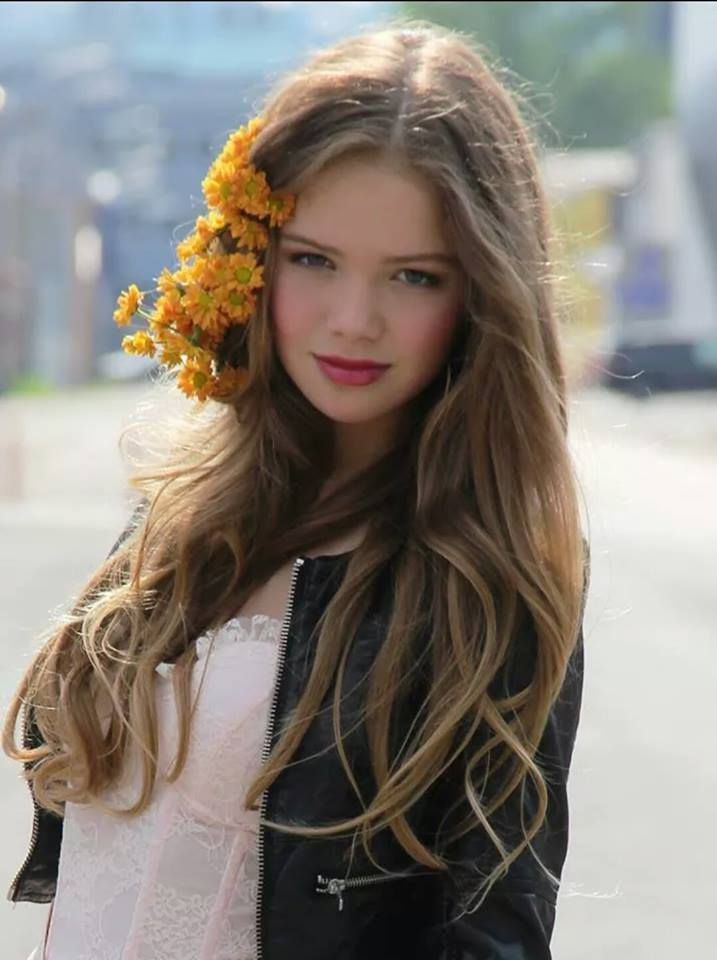
Lara Krause (2014)

Lara Marie Krause (* 28. November 1998 in Linz, Oberösterreich) ist eine österreichische Sängerin und Songwriterin.

## Leben
Lara Krause ist argentinisch-österreichischer Abstammung und wuchs in Linz auf.
Ihre Karriere begann sie im Alter von drei Jahren als Kindermodel für verschiedene Modehäuser. Als Sängerin nahm sie erstmals im Jahr 2001 mit dem Lied Kleine Prinzessin am Linzer Talentwettbewerb teil, wo sie den ersten Platz belegte. Seit 2007 war sie Mitglied der Schüler-Band „Jolly Jokers“, deren Sängerin sie bis zu deren Auflösung war. Ihr Repertoire umfasste unter anderem eigenkomponierte Stücke aus den Bereichen Jazz, Pop und Soul. 2007 hatte sie mit den „Jolly Jokers“ auch ihren ersten großen Auftritt beim Weihnachtskonzert in Neuhofen an der Krems. Bis Ende 2013 spielte sie außerdem in der Bigband „Am Dam Jazz“.
2009 gewann Krause gemeinsam mit Roman Lochmann den Kiddy Contest mit dem Lied Märchenwald. Noch im gleichen Jahr sang sie in der Fernsehshow Licht ins Dunkel des ORF ihre Lieder Märchenwald und Christmas. Weiterhin hatte sie Auftritte bei der Weihnachtsgala mit Carmen Nebel und beim Eiszauber in Linz. Sie kam 2010 im Casting für Das Supertalent unter die besten 60 Teilnehmer. 2013 nahm sie an der TV-Castingshow The Voice Kids teil, bei der sie es im Team von Tim Bendzko in die Battle-Runde schaffte.
Gemeinsam mit dem Pianisten Julian Gruber spielt Krause in der Formation „November28“ Eigenkompositionen und Coversongs.
Seit 2016 ist sie ein Mitglied der Formation "The Flashback Project", "Lar@coustics" und tritt auch mit eigener Band auf.

## Diskografie (Auswahl)
- 2007: Collegiala (mit den Jolly Jokers)
- 2009: Märchenwald auf Kiddy Contest Vol. 15 (mit Roman Lochmann)
- 2010: Herzen aus Glas auf Kiddy Contest Vol. 16 (mit Roman Lochmann)
- 2011: Endlich wieder Weihnacht
- 2012: ¿por qué?
- 2013: Me siento viva
- 2014: This is us (Drex feat. LaraMarie), Schweigen

## Auszeichnungen
- 2005: Erster Platz beim Linzer Talentwettbewerb
- 2009: Gewinn des Kiddy Contests[5]